# Mayenne (řeka)
Mayenne je řeka na severozápadě Francie (Pays de la Loire, Normandie). Její celková délka je přibližně 200 km. Plocha povodí měří přibližně 6000 km².

## Průběh toku
Řeka teče převážně kopcovitou krajinou. Je zdrojnicí řeky Maine (povodí Loiry).

## Vodní režim
Nejvyšších vodních stavů dosahuje v zimě, naopak v létě jsou nejnižší.

## Využití

### Vodní doprava
Koryto řeky bylo v délce větší než 100 km upraveno a v tomto úseku se nachází mnoho plavebních komor. Vodní doprava je možná až do města Mayenne

### Významná města na řece
Mayenne, Laval